# Граф Лонсдейл

Герб семьи Лоутер

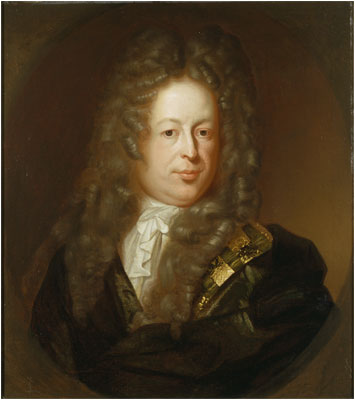
Джон Лоутер, 1-й виконт Лонсдейл (1655—1700)

Граф Лонсдейл (англ. Earl of Lonsdale) — наследственный титул, созданный дважды в британской истории (1784 — Пэрство Великобритании, 1807 — Пэрство Соединённого королевства). Графский титул дважды носили представители рода Лоутер.
Основателем рода Лоутер был сэр Ричард Лоутер (1532—1607) из Лоутер Холла (Уэстморленд), который занимал должность лорда-хранителя западной марки.

## Первая креация
Примерно в 1638 году был создан титул баронета из Лоутера в графстве Уэстморленд (Баронетство Новой Шотландии) для его правнука сэра Джона Лоутера (1605—1675). Ему наследовал его внук, Джон Лоутер, 2-й баронет (1655—1700), сын Джона Лоутера (1628—1668), старшего сына 1-го баронета. Он был влиятельным политиком, занимал несколько министерских постов во время правления Вильгельма III Оранского (вице-камергер Хаусхолда в 1689—1694, лорд-казначей в 1690, лорд-хранитель Малой печати в 1699—1700), а также являлся лордом-лейтенантом графств Камберленд и Уэстморленд (1689—1694). В 1696 году для него были созданы титулы барона Лоутера и виконта Лонсдейла (Пэрство Англии). Его старший сын, Ричард Лоутер, 2-й виконт (1692—1713), умер холостым в раннем возрасте, графский титул унаследовал его младший брат, Генри Лоутер, 2-й виконт Лонсдейл (1694—1751). Он также являлся крупным политиком, занимал посты лорда-хранителя Малой печати (1733—1735), констебля Лондонского Тауэра и лорда-лейтенанта Тауэр-Хамлетса (1726—1731), лорда-лейтенанта Уэстморленда (1738—1751) и Камберленда (1738—1751). В 1751 году после его смерти титул барона Лоутера и виконта Лонсдейла прервались.
Графский титул в 1751 году унаследовал его троюродный брат, Джеймс Лоутер, 5-й баронет (1736—1802). Он был старшим сыном Роберта Лоутера (1681—1745), сына Ричарда Лоутера (1648—1703), второго сына 1-го баронета. Джеймс Лоутер был депутатом Палаты общин на протяжении более двадцати лет и занимал посты лорда-лейтенанта Уэстморленда (1758—1802) и Камберленда (1759—1802). Он унаследовал не только поместье Лоутер в Уэстморленде, но поместья Уайтхейвен в графстве Камберленд, которые ранее принадлежали сэру Джеймсу Лоутеру (1673—1755). В 1784 году для него были созданы титулы барона Лоутера из Лоутера в графстве Уэстморленд, барона из баронства Кендал в графстве Уэстморленд и барона баронства Бург в графстве Камберленд, виконта Лонсдейла, виконта Лоутер и графа Лонсдейла. Граф был бездетным, поэтому все его титулы должны были прерваться. В 1797 году для него были созданы титулы барона Лоутера из Уайтхевена в графстве Камберленд и виконта Лоутера из Уайтхевена в графстве Камберленд (Пэрство Великобритании). В 1802 году после смерти Джеймса Лоутера, 1-го графа Лоутера, титулы баронета и титулы креации 1784 года угасли.
Титулы барона и виконта креации 1797 года унаследовал его дальний родственник, Уильям Лоутер, 2-й баронет из Литтл Престон (1757—1844), Он был старшим сыном сэра en:Sir William Lowther, 1st Baronet, of Little PrestonУильяма Лоутера, 1-го баронета из Литтл Престон (1707—1788), правнука сэра Уильяма Лоутера, брата сэра Джона Лоутера, 1-го баронета из Лоутера.

## Вторая креация

Хью Сесил Лоутер, 5-й граф Лонсдейл (1857—1944), портрет сэра Джона Лавери (1930 год)

7 апреля 1807 года титул графа Лонсдейла в графстве Уэстморленд был возрожден в пэрстве Соединённого королевства для Уильяма Лоутера, 2-го виконта Лоутера (1757—1844). В том же году он стал кавалером Ордена подвязки. Ему наследовал его старший сын, Уильям Лоутер, 2-й граф Лонсдейл (1787—1872). Он был видным британским политиком от партии тори, занимал должности генерального почтмейстера (1841—1845) и лорда-председателя совета (1852), а также служил лордом-лейтенантом графства Камберленда и Уэстморленда (1844—1868). В 1841 году он стал заседать в Палате лордов, получив родовой титул барона Лоутера. 2-й граф Лонсдейл скончался бездетным, графский титул перешел к его племяннику, Генри Лоутеру, 3-му графу Лонсдейлу (1818—1876). Он был старшим сыном достопочтенного Генри Сесила Лоутера (1790—1867), второго сына 1-го графа Лонсдейла. Он представлял Западный Камберленд в Палате общин (1847—1872), занимал посты лорда-лейтенант графств Уэстморленд и Камберленд (1868—1876). Его старший сын, Сент-Джордж Лоутер, 4-й граф Лонсдейл (1855—1882), скончался, не оставив мужского потомства, графский титул унаследовал его младший брат, Хью Сесил Лоутер, 5-й граф Лонсдейл (1857—1944). Хью Сесил был заядлым спортсменом и был известен как «величайший спортивный джентльмен Англии». Его преемником стал его младший брат, Ланселот Эдвард Лоутер, 6-й граф Лонсдейл (1867—1953).
По состоянию на 2024 год, обладателем графского титула являлся его внук, Уильям Джеймс Лоутер, 9-й граф Лонсдейл (род. 1957 году), который наследовал своему сводному брату в 2021 году.

## Другие известные представители семьи Лоутер
- Джон Лоутер (ок. 1628—1668), депутат Палаты общин от Эпплби (1661—1668), старший сын 1-го баронета и отец 2-го баронета
- Уильям Лоутер (1668—1694), депутат Палаты общин от Карлайла (1692—1694), посмертный сын предыдущего от второго брака
- Ричард Лоутер (1648—1703), депутат парламента от Эпплби (1689—1690), младший сын 1-го баронета
- Роберт Лоутер (1681—1745), депутат Палаты общин от Уэстморленда (1705—1707, 1707—1708), губернатор Барбадоса (1711—1714, 1715—1720), сын предыдущего и отец 5-го баронета
- Достопочтенный Энтони Лоутер (1694—1741), депутат Палаты общин от Кокермута (1721—1722) и Уэстморленда (1722—1741), третий сын 1-го виконта Лонсдейла
- Джеймс Лоутер (1759—1844), депутат Палаты общин, в 1824 году получил титул баронета Лоутера, младший брат 1-го графа Лонсдейла второй креации
- Генри Лоутер (1790—1867), консервативный политик и депутат, второй сын 1-го графа второй креации и отец 3-го графа Лонсдейла
- Уильям Лоутер (1821—1912), британский дипломат и политик, третий сын предыдущего. Отец Джеймса Лоутера, 1-го виконта Алсуотера (1855—1949), сэра Герарда Огастеса Лоутера, 1-го баронета (1858—1916), и сэра Сесила Лоутера (1869—1940).

Прежнее родовое гнездо графов Лонсдейл — Замок Лоутер в Камбрии. 7-й граф Лонсдейл проживал по соседству, в Аскхем-Холле в деревне Аскхем. Нынешний граф Лонсдейл живёт в деревне Тримби к юго-востоку от замка. Традиционной усыпальницей графов Лонсдейл являлся мавзолей Лоутер на кладбище Сент-Майкл в Лоутере (графство Камбрия).

## Баронеты Лоутер из Лоутера (ок. 1638)
- 1638—1675: Сэр  Джон Лоутер, 1-й баронет (20 февраля 1605 — 30 ноября 1675), старший сын сэра Джона Лоутера из Лоутер Холла (ум. 1637);
  - Полковник Джон Лоутер (1628 — март 1668), старший сын предыдущего;
- 1675—1700: Сэр  Джон Лоутер, 2-й баронет (25 апреля 1655 — 10 июля 1700), единственный сын полковника Джона Лоутера (1628—1668) от первого брака, внук 1-го баронета, виконт Лонсдейл с 1696 года.

## Виконты Лонсдейл (1696)
- 1696—1700:  Джон Лоутер, 1-й виконт Лонсдейл (25 апреля 1655 — 10 июля 1700), единственный сын полковника Джона Лоутера (1628—1668) от первого брака, внук 1-го баронета;
- 1700—1713:  Ричард Лоутер, 2-й виконт Лонсдейл (1692 — 1 декабря 1713), старший сын предыдущего;
- 1713—1751:  Генри Лоутер, 3-й виконт Лонсдейл (1694 — 7 марта 1751), младший брат предыдущего.

## Баронеты Лоутер из Лоутера (ок. 1638)
- 1751—1802: Сэр  Джеймс Лоутер, 5-й баронет (5 августа 1736 — 24 мая 1802), старший сын Роберта Лоутера (1681—1745), граф Лонсдейл с 1784 года и виконт Лоутер с 1797 года.

## Графы Лонсдейл, первая креация (1784)

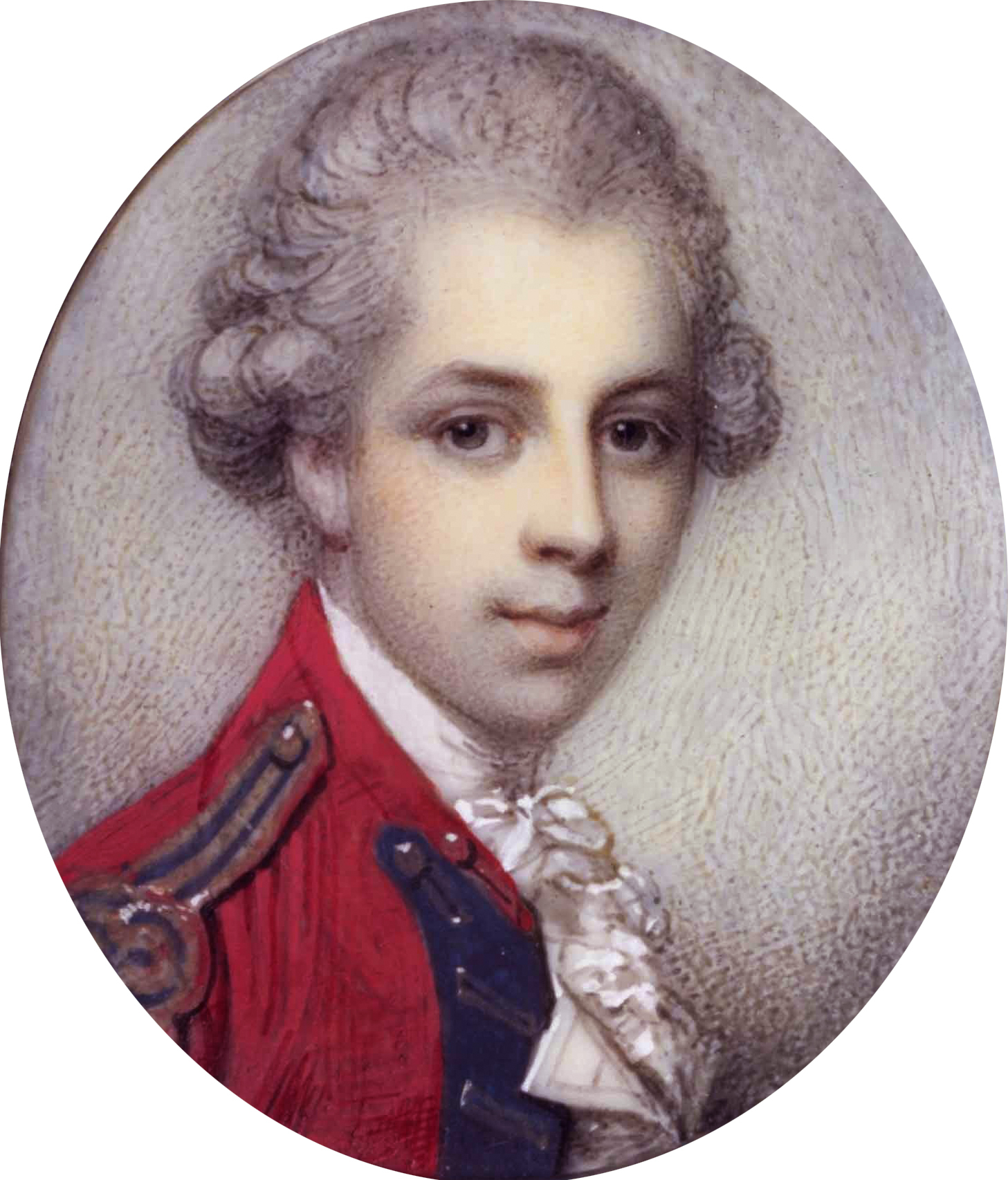
Джеймс Лоутер, 1-й граф Лонсдейл (1736—1802)

- 1784—1802:  Джеймс Лоутер, 1-й граф Лонсдейл (5 августа 1736 — 24 мая 1802), старший сын Роберта Лоутера (1681—1745) и внук Ричарда Лоутера (1648—1703).

## Виконты Лоутер (1797)
- 1797—1802:  Джеймс Лоутер, 1-й граф Лонсдейл, 1-й виконт Лоутер (5 августа 1736 — 24 мая 1802), старший сын политика Роберта Лоутера (1681—1745);
- 1802—1844:  Уильям Лоутер, 2-й виконт Лоутер (27 декабря 1757 — 19 марта 1844), старший сын сэра Уильяма Лоутера, 1-го баронета из Литтл Престон (1707—1788), граф Лонсдейл с 1807 года.

## Графы Лонсдейл, вторая креация (1807)

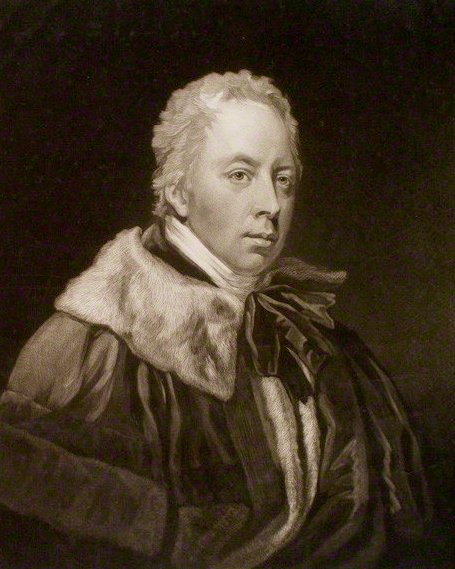
Уильям Лоутер, 1-й граф Лонсдейл (1757—1844)

- 1807—1844: Уильям Лоутер, 1-й граф Лонсдейл (27 декабря 1757 — 19 марта 1844), старший сын сэра Уильяма Лоутера, 1-го баронета из Литтл Престон (1707—1788);
- 1844—1872: Уильям Лоутер, 2-й граф Лонсдейл (30 июля 1787 — 4 марта 1872), старший сын предыдущего;
- 1872—1876: Генри Лоутер, 3-й граф Лонсдейл (27 марта 1818 — 15 августа 1876), старший сын достопочтенного Генри Сесила Лоутера (1790—1867), внук 1-го графа Лонсдейла;
- 1876—1882: Сент-Джордж Генри Лоутер, 4-й граф Лонсдейл (4 октября 1855 — 8 февраля 1882), старший сын предыдущего;
- 1882—1944: Хью Сесил Лоутер, 5-й граф Лонсдейл (25 января 1857 — 13 апреля 1944), второй сын 3-го графа Лонсдейла;
- 1942—1953: Ланселот Эдвард Лоутер, 6-й граф Лонсдейл (25 июня 1867 — 11 марта 1953), младший (четвертый) сын 3-го графа Лонсдейла;
  - Энтони Эдвард Лоутер, виконт Лоутер (24 сентября 1896 — 6 октября 1949), единственный сын предыдущего от первого брака;
- 1953—2006: Джеймс Хью Уильям Лоутер, 7-й граф Лонсдейл (3 ноября 1922 — 23 мая 2006), старший сын предыдущего и внук 6-го графа Лонсдейла;
- 2006—2021: Хью Клэйтон Лоутер, 8-й граф Лонсдейл (27 мая 1949 — 22 июня 2021), единственный сын предыдущего от первого брака;
- 2021 — настоящее время: Уильям Джеймс Лоутер, 9-й граф Лонсдейл (род. 9 июля 1957), единственный сын 7-го графа Лонсдейла от второго брака с Дженнифер Лоутер, сводный брат предыдущего;
  - Наследник: достопочтенный Джеймс Лоутер (род. 1964), единственный сын 7-го графа Лонсдейла от третьего брака с Гэнси Рут Коббс, сводный брат предыдущего;